# Мірмекологія

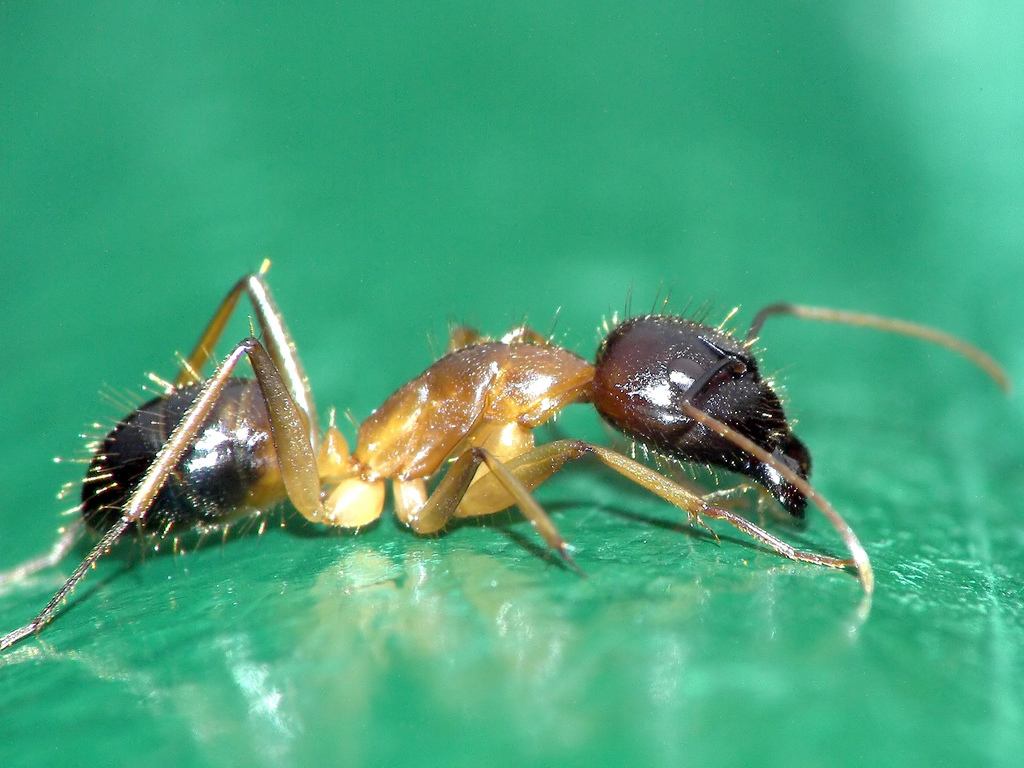

Мірмеколо́гія (від дав.-гр. μύρμηξ «мурашка» и λόγος «вчення, наука») — наука, що вивчає мурашок, розділ ентомології.

## Історія
Термін «мірмекологія» був запроваджений американським ентомологом В. Вілером (англ. William Morton Wheeler) (1865—1937), хоча інтерес людей до мурашок уходить своїми коренями у давнину. Ранні наукові дослідження базуються на спостереженні за життям комах швейцарського психолога О. Фореля (англ. Auguste Forel) (1848—1931), який спочатку був зацікавлений у ідеях інстинктів, навчання і суспільства. У 1874 р. він написав книгу про мурах Швейцарії «Les fourmis de la Suisse» та назвав свій будинок «La Fourmilière» (колонія мурашок). Ранні дослідження Фореля включали експерименти, в яких він змішував мурашок різних видів у колонії. Він описав монодомію та полідомію мурашок та порівняв їх зі структурою країни.
В. Вілер дивився на мурах у новому світлі, з точки зору соціальної організації і в 1910 році він виступив з лекцією «Колонії мурашок як організм» та першим запропонував ідею суперорганізма. Вілер вважав трофолаксис або спільне використання їжі в колонії мурах як ядро угруповання мурашок.
Деякі, наприклад, британський мірмеколог Г. Доністорпе (англ. Horace Donisthorpe) (1870—1951), працювали над питаннями систематики мурашок. Такі дослідження були традиційними для того часу і так тривало доти, поки не були досягнуті успіхи в інших аспектах біології. Поява генетики, досліджень етології та їхня еволюція привели до виникнення нових ідей. У цьому напрямку досліджень піонером був американський біолог Е. Вілсон (англ. E. O. Wilson), який заснував напрямок, який нині називається соціобіологія.
Вагомий внесок у вивчення мурашок зробили П. І. Мариковський, О. Г. Радченко, Я. Л. Ломницький та інші.

## Журнали
- Myrmecological news, Австрія, 1995-
- Insectes Sociaux [Архівовано 5 серпня 2011 у Wayback Machine.], заснований у Франції, перший том вийшов у 1954 р. Випускається видавництвом Birkhäuser (Швейцарія).

## Мірмекологи
- Едвард Осборн Вілсон, США

### Україна
- Караваєв Володимир Опанасович
- Радченко Олександр Григорович

## Подібні терміни
- Мірмекофагія
- Мірмекофілія
- Мірмекохорія
- Мірмекофіти
- Мірмекоморфія